# 完備測度
数学における完備測度（かんびそくど、英: complete measure）あるいはより正確に完備測度空間（かんびそくどくうかん、英: complete measure space）とは、すべての零集合の部分集合が（測度ゼロとなって）可測であるような測度空間のことを言う。より形式的に言うと、(X, Σ, μ) が完備であるための必要十分条件は、次が成立することである：
{\displaystyle S\subseteq N\in \Sigma {\mbox{ and }}\mu (N)=0\ \Rightarrow \ S\in \Sigma .}

## 動機
完備性の問題について考える必要性は、直積空間に関する問題を考える上で生じる。
すでに実数直線上のルベーグ測度は構成出来ているものとする。この測度空間を (R, B, λ) で表す。今、平面 R2 上のある二次元ルベーグ測度 λ2 を積測度として構成することを考える。単純に考えて、R2 上のσ-集合代数を、Ai ∈ B に対してすべての可測な「長方形領域」A1 × A2 を含む最小の σ-集合代数 B ⊗ B として取る。
この方法は測度空間を定義するが、欠点がある。すべての単元集合に対して一次元ルベーグ測度はゼロであるため、
{\displaystyle \lambda ^{2}(\{0\}\times A)=\lambda (\{0\})\cdot \lambda (A)=0}
が R の任意の部分集合 A に対して成立する。しかし、A をヴィタリ集合のような実数直線の非可測部分集合とすると、{0} × A の λ2-測度は定義されないが、
{\displaystyle \{0\}\times A\subseteq \{0\}\times \mathbb {R} }
およびこのより大きな集合は λ2-測度ゼロを持つ。したがって、今定義された「二次元ルベーグ測度」は完備ではなく、ある種の完備化の手順が要求されることになる。

## 完備測度という呼称
測度空間 (X, Σ, μ)が完備であるための必要十分条件は、次が成立することである：
X上の実数値 Σ-可測関数列が必ずしも可測とは限らないX上の実数値関数fに概収束するとき、fもまた Σ-可測関数である。
これは、X上の実数値 Σ-可測関数の全体が成す集合M(X)が、概収束という位相において閉じている、つまり完備であることを意味している。

## 完備測度の構成
（完備でないこともある）測度空間 (X, Σ, μ) が与えられたとき、この空間の拡張 (X, Σ0, μ0) で完備であるようなものが存在する。そのような拡張の内で最小のもの（すなわち、最小の σ-集合代数 Σ0）のことを、元の測度空間の完備化（completion）と呼ぶ。
完備化は次のように行われる：
- Z を、μ-測度がゼロであるような X の部分集合に含まれるすべての部分集合からなる集合とする（直感的に言うと、そのような Z の元の内で Σ には属していないようなものが、完備性の成立を妨げている）；
- Σ0 を Σ と Z によって生成される σ-集合代数（すなわち、Σ と Z のすべての元を含む最小の σ-集合代数）とする；
- μ の Σ0 への唯一つの拡張 μ0 で、次の下限で与えられるようなものが存在する。

{\displaystyle \mu _{0}(C):=\inf\{\mu (D)|C\subseteq D\in \Sigma \}.}
このとき、(X, Σ0, μ0) は完備測度空間であり、(X, Σ, μ) の完備化である。
このような構成法において、Σ0 のすべての元は、ある A ∈ Σ および B ∈ Z に対して A ∪ B の形を取り、次が成立する。
{\displaystyle \mu _{0}(A\cup B)=\mu (A).}

## 例
- 実数直線の開区間によって生成されるボレル σ-集合代数上で定義されるボレル測度は完備でなく、したがって完備ルベーグ測度を定義するためには上述の完備化の手順が必要となる。このことは、実数に対するすべてのボレル集合の集まりは実数と同じ濃度を持つという事実によって示される。カントール集合はボレル集合であるが、測度ゼロであり、そのベキ集合の濃度は実数の濃度よりも厳密に大きい。したがってカントール集合には、ボレル集合に含まれないような部分集合が存在する。すなわち、ボレル測度は完備ではない。
- n-次元ルベーグ測度は、一次元ルベーグ空間のそれ自身との n-重積の完備化である。一次元の場合と同様に、それはまたボレル測度の完備化でもある。

## 性質
マハラムの定理によると、すべての完備測度は連続体上の測度と、有限あるいは可算無限の数え上げ測度に分解可能である。